# Сасебо
Сасебо (јап. 佐世保市) град је у Јапану у префектури Нагасаки. Према попису становништва из 2005. у граду је живело 248.104 становника.

## Становништво
Према подацима са пописа, у граду је 2005. године живело 248.104 становника.
| 1995.   | 2000.   | 2005.   |
| ------- | ------- | ------- |
| 255.463 | 251.232 | 248.104 |